# Сидар Хил (Мисури)
Сидар Хил (енгл. Cedar Hill) насељено је место без административног статуса у америчкој савезној држави Мисури.

## Демографија
По попису из 2010. године број становника је 1.721, што је 18 (1,1%) становника више него 2000. године.
| Група             | 2000.         | 2010.         |
| Белци             | 1.662 (97,6%) | 1.666 (96,8%) |
| Афроамериканци    | 1 (0,1%)      | 9 (0,5%)      |
| Азијати           | 3 (0,2%)      | 7 (0,4%)      |
| Хиспаноамериканци | 14 (0,8%)     | 20 (1,2%)     |
| Укупно            | 1.703         | 1.721         |